# Dmytro Jarosch

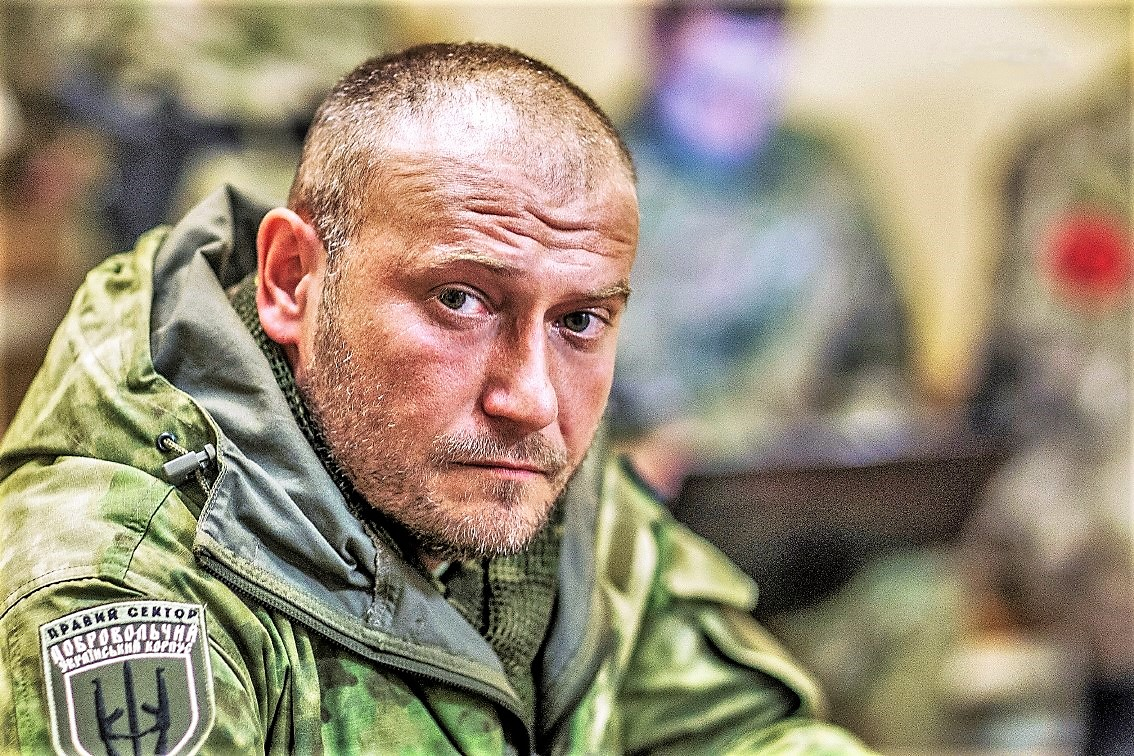
Dmytro Jarosch

Dmytro Anatolijowytsch Jarosch (ukrainisch Дмитро́ Анатолійович Я́рош; * 30. September 1971 in Dniprodserschynsk, Ukrainische SSR) fungiert als Berater des Generalstabs der Ukrainischen Streitkräfte. Er war von Anfang 2014 bis Ende Dezember 2015 ein rechtsextremer ukrainischer Politiker und Funktionär der radikal-nationalistischen Gruppe „Prawyj Sektor“.

## Biografie
Jarosch absolvierte in seiner Heimatstadt Dniprodserschynsk die Mittelschule, von 1989 bis 1991 leistete er Wehrdienst in der sowjetischen Armee. Später absolvierte er ein Studium der Philologie an der Universität von Drohobytsch.
Jarosch engagierte sich bereits früh in ukrainisch-nationalistischen Gruppierungen. 1994 war er Mitbegründer der rechtsextremen Gruppe Trysub (benannt nach dem nationalen Symbol der Ukraine Trysub), seit 2005 galt er als der Anführer dieser Organisation. In einem Interview von 2008 wurde er als „Colonel“ bezeichnet.

### Euromaidan-Proteste
Im Rahmen der Proteste des Euromaidan schlossen sich Ende November 2013 mehrere rechtsextreme bzw. radikal-nationalistische Gruppierungen zu der informellen, paramilitärisch organisierten und gewalttätig auftretenden Gruppe „Prawyj Sektor“ (deutsch Rechter Sektor) zusammen. Jarosch war eine der Führungsfiguren der Gruppe und wurde von verschiedenen Medien auch als „Anführer“ bzw. als „Vorsitzender“ des „Rechten Sektors“ bezeichnet. Auf dem Maidan trat er mehrfach als Redner auf und proklamierte dort am 21. Februar 2014 die Fortsetzung der „nationalen Revolution“ in der Ukraine. Obwohl Jarosch bei der Regierungsbildung verschiedene Posten angeboten wurden, gehörte er der Ende Februar 2014 neu gebildeten ukrainischen Regierung nicht an.

### Krieg in der Ukraine
Wegen eines im Internet erschienenen angeblichen Aufruf Jaroschs an den tschetschenischen Terroristenführer Doku Umarow zur Unterstützung der Ukraine den „Kampf gegen Russland zu aktivieren“ ermittelt die russische Staatsanwaltschaft seit dem 3. März 2014 gegen Jarosch.
Gegenüber Radio Liberty hatte ein Sprecher Jaroschs erklärt, der vermeintliche Aufruf sei Teil einer Schmutzkampagne, die Webseite sei gehackt worden. Am 5. März 2014 schrieben die russischen Behörden Jarosch wegen „Aufwiegelung zum Terrorismus“ international zur Fahndung aus. Am 11. März 2014 forderte der Duma-Abgeordnete und stellvertretende Vorsitzende der Kommunistischen Partei Russlands, Waleri Raschkin, die Liquidierung von Jarosch.
Am 7. März 2014 kündigte der Prawyj Sektor an, die Gruppe wolle sich in eine Partei umwandeln. Jarosch werde bei der Präsidentschaftswahl in der Ukraine am 25. Mai 2014 kandidieren. Im Zusammenhang mit seiner Präsidentschaftskandidatur erklärte Jarosch, der „Rechte Sektor“ werde Antisemitismus in Zukunft nicht nur nicht unterstützen, sondern mit sämtlichen rechtlichen Mitteln bekämpfen und bekräftigte in einem Interview mit dem Sender Jewish News One ebenfalls die Ablehnung von Antisemitismus durch ihn und seine Organisation. Bei den Präsidentschaftswahlen erreichte Jarosch ein Ergebnis von 0,70 % der abgegebenen Stimmen.
Jarosch nahm im Sommer 2014 als Anführer eines bewaffneten Freiwilligenverbandes des Prawyj Sektor an den Kämpfen gegen prorussische Separatisten in der Ostukraine teil. Am 21. Januar 2015 wurde Jarosch während der Zweiten Schlacht um den Flughafen Donezk bei Pisky schwer verwundet. Im April 2015 wurde Jarosch zum Berater des Generalstabs der Ukrainischen Streitkräfte ernannt. Er soll als Vermittler zwischen den Freiwilligenbataillonen und dem Generalstab dienen.
Bei der Parlamentswahl 2014 kandidierte Jarosch in der Oblast Dnipropetrowsk und gewann ein Direktmandat für die Werchowna Rada.

## Politische Positionen

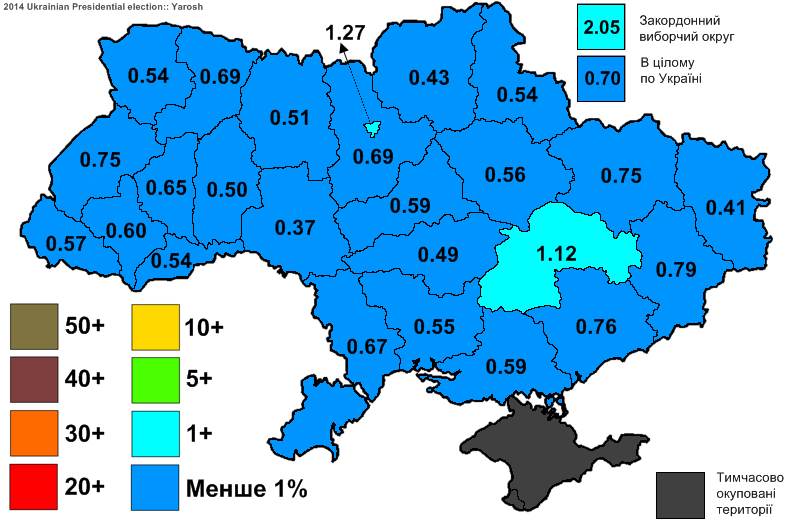
Stimmenanteile für Jarosch bei den Präsidentschaftswahlen 2014

Jarosch weist den Vorwurf zurück, er sei rassistisch. In seiner Ansicht betrachtet er alle Menschen, welche für die Ukraine kämpfen, als Kameraden. Auch erklärte er, dass er jegliche Form von Chauvinismus, Antisemitismus und Fremdenfeindlichkeit ablehne.
Jarosch bezeichnet die Ukraine als ein „europäisches Land“. Er lehnt allerdings einen Beitritt zur EU ab, der er eine antichristliche Ausrichtung vorwirft. In seinem Buch „Nation und Revolution“ beschreibt er seine Ablehnung der parlamentarischen Demokratie. Auf eine Frage des Spiegels, ob Adolf Hitler sein Vorbild sei, erklärte Jarosch: „Er hat so viel Blut meines Volkes vergossen, ich kann ihm nichts Positives abgewinnen. Der deutsche Nationalsozialismus ist für ukrainische Nationalisten ein Feind.“
Jarosch forderte das Verbot der Partei der Regionen sowie der Kommunistischen Partei. Er sieht sich selbst als Anhänger des ukrainischen Nationalisten Stepan Bandera. Nach den ukrainischen Präsidentschaftswahlen im Frühjahr 2019 bezeichnete er in einem Interview das Minsker Friedensabkommen als Tod des ukrainischen Staates und drohte damit, dass Selenskyj an einem Baum aufgeknüpft werde, sollte er die gefallenen Opfer des Konfliktes verraten.

## Werke
- Nation und Revolution.[24]